# Viesville
Viesville este un sat din componența municipalității Pont-à-Celles, în provincia valonă Hainaut din Belgia. Înainte de fuziunea comunelor belgiene din 1977, Viesville era o comună de sine stătătoare.
Satul este străbătut de canalul Bruxelles-Charleroi și de pârâul Tintia. Localitatea este cunoscută și pentru rezervația sa naturală, în suprafață de aproximativ 50 de hectare.
Autostrada A15 (E42) traversează canalul Bruxelles-Charleroi la sud de sat pe viaductul Viesville.

## Transport în comun
Satul Viesville este deservit de două linii de autobuz operate de TEC Charleroi:
- linia 50, care conectează la fiecare oră Viesville cu Gosselies și Charleroi într-o direcție, respectiv cu Luttre și Pont-à-Celles în cealaltă. Linia este funcțională în toate zilele săptămânii, de la ora 04:00 la ora 21:00 în zilele lucrătoare, respectiv de la ora 06:00 la ora 21:00 în weekend.[4]
- linia 64, care conectează Viesville și Rêves via Pont-à-Celles dimineața, respectiv Viesville și Jumet la terminarea programului școlar. Linia nu este funcțională decât de luni până vineri, în perioadele școlare.[5]